# Johan Galtungs Entwicklungstheorie
Für Johan Galtungs Friedenstheorie ist der Begriff Entwicklung von zentraler Bedeutung, da Entwicklung das Mittel darstellt, um strukturelle Gewalt und kulturelle Gewalt zu beseitigen und dadurch positiven Frieden zu schaffen. Dabei besteht „das Minimum an Entwicklung […] in der Beseitigung von Elend, wie das Minimum des Friedens in der Abschaffung des Krieges besteht.“ Die Beseitigung von Elend lässt sich allerdings nicht als rein ökonomische Entwicklung denken, sondern beinhaltet kulturelle und andere nicht-materielle Dimensionen. Folglich kritisiert Galtung die aktuelle Entwicklungshilfe als wirtschafts- und wachstumszentriert und entwirft einen alternativen Ansatz, die eklektische Entwicklung.

## Entwicklung – Definitionen
Galtung bietet vielfältige Definitionsansätze für Entwicklung. Drei Hauptansätze lassen sich identifizieren. Sie spiegeln einerseits die inhärente Pluralität des Begriffs wider und sind gleichzeitig das Resultat breiterer intellektueller Änderungen über Zeit in Galtungs Werk. Gegenüber modernisierungstheoretischen, wachstumszentrierten Definitionen betont er, dass Entwicklung ein selbstbestimmter Prozess mit lokal bestimmten Zielen und Mitteln darstellt. Aus der Vielfalt menschlicher Ziele und Gesellschaften folgt, dass Entwicklungstheorie und -praxis vielfältig sein müssen. Eine „richtige“, letztgültige Definition für Entwicklung bietet Galtung daher nicht. Abgeschlossenheit stellt gerade das Gegenteil von Entwicklung dar.

### Entwicklung als Autonomie
Galtung machte seine ersten entwicklungstheoretischen Überlegungen in den frühen siebziger Jahren im Zuge der Ausweitung seines Gewaltbegriffs, um strukturelle Gewalt einzuschließen. Er legte den Schwerpunkt auf Autonomie als Bedingung und Ziel von Entwicklung. Beeinflusst von einem Forschungsaufenthalt in Lateinamerika, adaptierte er die Überlegungen von Dependenztheoretikern wie Raúl Prebisch und André Gunder Frank für die Friedensforschung.
Das Ziel von Entwicklung ist demnach wie in der Dependenztheorie die Abschaffung von Abhängigkeiten der globalen Peripherie vom Zentrum und die Schaffung einer Welt, in dem jeder Teil ein Zentrum ist. Allerdings betont Galtung, ausgehend von seiner Theorie struktureller Gewalt, auch nicht-ökonomische Formen der Abhängigkeit und wirft Dependenztheoretikern vor, zu sehr auf Handelsbeziehungen fokussiert zu sein, die positiven Externalitäten von Verarbeitung nur ungenügend in Betracht zu ziehen, strukturelle Gewalt innerhalb von Entwicklungsländern zu ignorieren und psychologische Faktoren außenvor zu lassen.
Skeptisch gegenüber dem in den siebziger Jahren propagierten Ideal einer neuen Weltwirtschaftsordnung (NIEO) als zu wirtschafts- und vor allem handelszentriert, forderte Galtung eine Entwicklungspolitik, die statt auf nationale Produktion und Importsubstituierung, auf Produktion nach einem Subsidiaritätsprinzip beruht, wonach die jeweiligen Produkte immer so nah wie möglich am Menschen und in möglichst großer Autonomie und Eigenverantwortung produziert werden sollten. Entwicklung ist damit gerade nicht der Prozess, durch den ein vermeintlich erfolgreiches (westliches) Modell imitiert wird, sondern liegt in lokaler Produktion, die sich selbst Herausforderungen stellt und Lösungen sucht. Entwicklung in diesem Sinne ist ein in gleichen Maßen ökonomischer, psychologischer, und politischer Prozess, der kulturelle und politische Abhängigkeitsmuster ebenso abschaffen soll wie ökonomische.

### Entwicklung als Reproduktion von Systemen
Galtungs intellektueller Ausgangspunkt in den sechziger Jahren war die strukturell-funktionale Systemtheorie von Talcott Parsons. Obwohl Galtung in den folgenden Jahrzehnten eigenständige Wege ging, blieb die Analyse funktionaler Systeme, die Annahme einer grundsätzlichen Isomorphie, das heißt einer strukturellen Gleichheit oder Entsprechung zwischen Systemen, und eine evolutionstheoretische Sicht auf die Entwicklung von Systemen ein wichtiger und konstanter Teil seiner Arbeiten. In Kombination mit Galtungs Versuchen, durch eine Theorie der menschlichen Bedürfnisse seinem Konzept der strukturellen Gewalt mehr inhaltliche Substanz zu verleihen, bilden diese Annahmen die Grundlage für sein systemtheoretisches Verständnis von Entwicklung.
Ausgehend von den sechs grundlegenden Räumen seiner Systematik und der Beobachtung natürlicher Entwicklungsprozesse im Raum Natur entwickelt Galtung eine Definition von Entwicklung für die Räume Mensch, Gesellschaft und Welt, die er als isomorphe Systeme mit analogen systemischen Codes, funktionalen Reproduktionsvoraussetzungen und Zielen verstanden wissen will. Entwicklung ist demnach eine Änderung im positiven Sinne, die die Komplexität und Reproduktionsfähigkeit von Systemen erhöht und deren Ziel ein Gleichgewicht im Sinne selbsterzeugender Reproduktion ist.
Aus dieser Definition kann man laut Galtung ableiten, dass Entwicklung immer bedürfnisorientiert, nachhaltig und vielfältig sein muss. Bedürfnisbefriedigung ist per Definition die Vorbedingung für die Reproduktion eines jeden Systems. Die Befriedigung menschlicher Bedürfnisse ist für die Räume Mensch und Gesellschaft von entscheidender Bedeutung, da ohne die Befriedigung menschlicher Bedürfnisse Individuen und Gesellschaften nicht überleben können.
Nachhaltigkeit kommt als Bedingung hinzu, um diese Reproduktion über Zeit zu garantieren. Vielfalt folgt aus der Annahme, dass Systeme und Subsysteme unterschiedliche Voraussetzungen für ihre Reproduktion besitzen, das heißt, dass unterschiedliche Menschen und unterschiedliche Gesellschaften unterschiedliche Ziele und Bedürfnisse haben.

### Drei Dimensionen von Entwicklung
In seinem synthetisierenden und zusammenfassenden Buch „Frieden mit friedlichen Mitteln“ formuliert Galtung 15 Thesen zur Entwicklung, in dessen Zentrum drei potentiell widersprüchliche Einzeldefinitionen stehen: eine kulturzentrierte, eine bedürfniszentrierte und eine wachstumszentrierte. Neu in dieser Trinität sind vor allem Galtungs Überlegungen zu kulturellen Dimensionen von Entwicklung. In Anlehnung an seine systemtheoretischen Ausführungen versteht Galtung Kulturen als systemische Codes des Raums Gesellschaft, so wie genetische Codes und Persönlichkeiten die jeweiligen Systeme Natur und Mensch definieren.
Demnach ist Entwicklung die Entfaltung einer Zivilisation, ihre Entwicklung im Einklang mit ihrer Kosmologie, ihrer Tiefenkultur. Es sind allerdings nicht alle Kulturen Entwicklungskulturen. Im Gegenteil, viele Kulturen legitimieren direkte und strukturelle Gewalt.
Daher muss die kulturzentrierte Definition durch zwei zusätzliche Bedingungen versehen werden: die „progressive Befriedigung der Bedürfnisse der menschlichen und nichtmenschlichen Natur, beginnend bei den Hauptbedürftigen,“ und „wirtschaftliches Wachstum, doch auf niemandes Kosten.“ Laut Galtung können diese drei Dimensionen in Konflikt treten, müssen es aber nicht. Entwicklung besteht gerade in dem Finden eines idealen Mittelwegs zwischen ihnen, der kulturelle Entwicklung und Entfaltung und damit Pluralität zulässt, aber die Entfaltung von Kulturen an ihrer Fähigkeit misst, nachhaltiges Wachstum zu fördern und menschliche und nicht-menschliche Bedürfnisse in Betracht zu ziehen.

### Gemeinsame Merkmale
Diese drei Definitionsansätze sollten nicht als rein historische Progression missverstanden werden. Zwar entwickelte Galtung sie nacheinander, aber ohne zu wollen, dass neuere Definitionen die älteren aufheben. Alle drei finden sich in Galtungs aktuellen Überlegungen als sich ergänzende Definitionen, die jeweils unterschiedliche Schwerpunkte setzen. Diesen Definitionen ist gemein, dass sie Entwicklung als plural und selbstbestimmt verstehen, und betonen, dass das Aufzwingen eines Entwicklungsmodells auf einen anderen Kontext bzw. eine andere Kultur unzulässig ist. Stattdessen muss Entwicklung in erster Linie Selbstentwicklung bedeuten, sei es im Kontext von Entwicklung als Autonomie die Übernahme von Verantwortung in lokalen Produktionsprozessen, im Kontext systemtheoretischer Überlegungen die unterschiedlichen Bedingungen für Systemreproduktion oder ein Resultat kultureller Entfaltung.
Darüber hinaus betont Galtung die nicht-materiellen Aspekte von Entwicklung, indem er in all seinen Definitionsansätzen deutlich macht, dass Entwicklung politische, psychologische und kulturelle Dimensionen hat. Sie ist nie nur eine Frage gesellschaftlichen Wandels, sondern schließt immer den Menschen und die nicht-menschliche Natur ein. Eine „Entwicklung,“ die zu wirtschaftlichem Wachstum führt, aber die Umwelt zerstört, physische Krankheiten und psychische Krankheiten und kollektive Traumata hervorruft oder Gewalt begünstigt, ist keine Entwicklung, die diesen Namen verdient. Die Aufhebung struktureller und kultureller Gewalt ist stets das Ziel von Entwicklung.

## Galtungs Kritik der Entwicklungshilfe
Galtung kritisiert die Tendenz in der Entwicklungspolitik, sich den Westen als „entwickelt“ vorzustellen, und anzunehmen, dass diese Entwicklung überall genauso ablaufen sollte. Diese Ansätze, die von einer nachholenden Entwicklung ausgehen oder auf Modernisierungstheorien aufbauen, bestimmen bis heute den entwicklungspolitischen Mainstream. Galtung argumentiert, dass die westliche Zivilisation sich selbst als universell versteht und daher ihre eigene Geschichte als Entwicklungsgeschichte für alle universalisiert. Die aktuelle Entwicklungspolitik beschränkt sich daher darauf, Anleitungen zu geben, wie bestimmte „entwickelte“ Gesellschaften nachgeahmt werden können. Dabei bleibt unberücksichtigt, dass – laut Galtung –, die dadurch propagierten Logiken der Differenzierung (Arbeitsteilung) und des Wachstums (steigende Produktion) keine universellen Werte sind, sondern eine bestimmte Art der Fehlentwicklung darstellen.

### Fehl- und Überentwicklung
Bei genauer Betrachtung wird deutlich, dass „auch die Erste Welt […] fehlentwickelt [ist]. Die intensive Teilnahme am Welthandel schafft Abhängigkeiten auf der Weltebene und Verwundbarkeit gegenüber ihren Konjunkturen.“ Für Galtung gehören zu diesen Abhängigkeiten insbesondere das Angewiesensein auf fossile Brennstoffe, aber auch die Empfindlichkeit gegenüber internationalen Wirtschaftskrisen. Darüber hinaus argumentiert Galtung, dass die dominanten Logiken der Arbeitsteilung und des Wachstums zwangsläufig die Logiken des Staates und des Kapitals nach sich ziehen. Dadurch stellen sie eine Form der strukturellen und kulturellen Gewalt dar. Sie hindern den Menschen daran, durch eigene Willenshandlungen sich selbst grundlegende menschliche Bedürfnisse zu erfüllen, führen zu Anomie und Entfremdung und legitimieren diesen Zustand als rechtmäßig und unwandelbar. Neben diesen ideellen Fehlentwicklungen diagnostiziert Galtung eine materielle Überentwicklung der Industrieländer, wodurch er die gängigen Entwicklungskonzepte auf lange Sicht der Inkohärenz bezichtigt. Nicht nur ist es rein rechnerisch nicht möglich, dass alle Staaten einen Handelsüberschuss aufweisen – womit exportgeleitete Entwicklung als allgemeines Entwicklungsmodell widersprüchlich ist –, sondern das Ziel, überall westliche Konsummuster und -möglichkeiten durchzusetzen, führt zwangsläufig zu unnachhaltiger Überentwicklung. Bei derzeitiger Bevölkerung und Konsumgewohnheiten reichen die Ressourcen der Erde nicht aus, um allen Menschen ein ähnlich energie- und ressourcenintensives Leben zu ermöglichen. Eine Welt aus auf diese Weise „entwickelten“ Staaten ist also gar nicht wünschenswert.

### Entwicklungshilfe zur Sicherung westlicher Dominanz?
Mit Ökonomen wie Herman Daly teilt Galtung eine Kritik an wirtschaftlichem Wachstum als Messlatte für Entwicklung und damit als Ziel an sich. Anders als Daly, der auf die Nachhaltigkeit und Verteilung dieses Wachstums aufmerksam macht, geht Galtung allerdings davon aus, dass Wachstum an sich – unabhängig von seiner Verteilung – ein problematisches Ziel ist, da es die zum Teil negativen und gewaltfördernden Einstellungen „harte Arbeit, Sparen/Investieren, Habgier und Rücksichtslosigkeit“ begünstige. Damit nimmt Galtung in seiner Kritik der Entwicklungshilfe eine Position außerhalb des kritischen Mainstream von Autoren wie Jeffrey Sachs, Joseph Stiglitz oder Herman Daly ein. Er kritisiert nicht nur die gängige entwicklungspolitische Praxis, indem er die Herausbildung eines kompetitiven internationalen Markts für Entwicklungshilfe kritisiert, auf dem es darum gehe, möglichst viele Projekte „erfolgreich“ durchzuführen statt Entwicklung zu fördern. Für ihn ist Entwicklungshilfe an sich suspekt; „das legitime Kind eines westlichen imperialistischen Vaters und einer christlichen missionierenden Mutter“, das zuallererst darauf abziele, westliche Dominanz zu sichern. In diesem Zusammenhang von besonderer Bedeutung sind Galtungs Überlegungen zum strukturellen Imperialismus. Darin untersucht Galtung die strukturelle Gewalt neokolonialer Formationen, die auf Allianzen zwischen dem „Zentrum des Zentrums“ und des „Zentrums der Peripherie“ beruhen. Durch bestimmte Handelsmuster, aber auch durch sein Monopol über Bildung, Kultur und Wissen erzeugt das Zentrum Interessensharmonien durch kulturelle Penetration. Entwicklungshilfe in seiner aktuellen Form ist häufig nur die Fortschreibung dieser Abhängigkeit generierenden Konstellation.
Ausgehend von seiner Konzeptualisierung von Entwicklung als plural und selbstbestimmt fordert er stattdessen den Abbau struktureller Hindernisse, um Selbstentwicklung in der Peripherie und Wachstum zu geringeren Kosten im Zentrum zu ermöglichen und fordert zu mehr Reziprozität in der Entwicklungshilfe auf, in der die Kritik von „Entwicklungsländern“ an der Überentwicklung des Zentrums und interkultureller Dialog eine wichtige Rolle spielen soll. Am wichtigsten ist jedoch, die bereits grammatikalisch im Verb „entwickeln“ angelegten Einschränkungen ernst zu nehmen. Entwickeln ist in erster Linie ein reflexives Verb, man kann sich entwickeln, aber nie andere.

„Entwicklung bedeutet gerade die Übernahme von Herausforderungen durch dich selbst und nicht, sie jemand anderem zu überlassen […] Entwicklungshilfe ist eine contradictio in adiecto.“

## Galtungs Alternative: Eklektische Entwicklung
Eklektische Entwicklung stellt den Versuch Galtungs dar, ausgehend von seiner Definition von Entwicklung als friedensstiftend, plural, selbstbestimmt und nicht auf materielle Aspekte beschränkt, Anleitungen für die entwicklungspolitische Praxis zu geben. Besondere Bedeutung haben dabei seine Analyse von Externalitäten und unterschiedlichen ökonomischen Schulen. Demnach beruht eklektische Entwicklung auf der konsequenten Internalisierung von Externalitäten in allen Räumen, um wirkliche Nachhaltigkeit zu erreichen, und auf der Kombination dreier, von Galtung identifizierter, ökonomischer Schulen. Die Internalisierung von Externalitäten darf nicht nur im Raum Gesellschaft stattfinden, sondern muss die Räume Natur, Mensch, Gesellschaft, Welt und Kultur einschließen, damit sichergestellt wird, dass Entwicklung auf niemandes Kosten stattfindet. Das wie auch immer definierte Wohlergehen der menschlichen Gesellschaft ist nicht alleiniges Maß für Entwicklung. Darüber hinaus beruht eklektische Entwicklung auf der Kombination einer lokalen „grünen“ Wirtschaft, einer sozialdemokratischen „rosa“ Wirtschaft und einer, ostasiatischen Entwicklungen entlehnten und auf eine aktive Industriepolitik aufbauenden, „gelben“ Schule. Galtung begründet diese Kombination damit, dass die grüne, rosa und gelbe Schule für die Produktion auf unterschiedlichen Niveaus jeweils die ideale Lösung darstellen und die Kombination der Schulen ihre jeweiligen Schwächen ausgleicht und dadurch Krisen vorbeugt. Darüber hinaus ist Eklektizismus an sich positiv, da er der Forderung nach Pluralität in Entwicklung nachkommt. Damit Entwicklung stattfinden kann, darf der Prozess der Entwicklung nie beendet sein. Es muss immer ein Moment des Unvollkommenen geben und die kreative, eklektische Verbindung unterschiedlicher Elemente möglich sein.
Die erste Produktionspriorität in der eklektischen Entwicklung sind die Grundbedürfnisse der Meistbedürftigen. Sie sollen durch eine grüne Ökonomie befriedigt werden. Nachteile gegenüber zentralisierter Produktion wie Effizienzverluste aufgrund von Skaleneffekten werden durch die Vorteile lokaler Produktion aufgehoben. Lokale Produktion garantiert die Versorgung mit Grundgütern, beugt durch überschaubare Produktions- und Lebensverhältnisse ungerechter Verteilung der Produktion vor und sorgt dafür, dass Produkte örtlichen Bedürfnissen und Möglichkeiten entsprechen. Zudem geht Galtung davon aus, dass die dezentralisierte Verteilung von Produktion eine Vorbedingung für Entwicklung ist, da nur so Produktionsfaktoren effektiv mobilisiert werden können. Insbesondere menschliche Faktoren wie Talent oder Kreativität werden laut Galtung in zentralisierten Systemen untergenutzt. Er fordert daher eine allgemeine Faktorenreform, um universellen Zugang zu Ausbildung, Gesundheit und Kapital zu ermöglichen und damit das produktive und kreative Potential eines Landes zu stärken. Außerdem spricht für die lokale Produktion, dass negative und positive Externalitäten auf die lokale Ebene gebracht werden. Damit werden diese Externalitäten weitgehend internalisiert und Anreize für lokale Verantwortung geschaffen.
Die zweite Produktionsebene in einem eklektischen Entwicklungsmodell sind einfache Produktions- und Verbrauchsinstrumente, die in einer rosa Ökonomie auf regionaler Ebene hergestellt werden sollen. Zu diesen Produkten gehören solche, die aufgrund ihrer Komplexität oder hohen Fixkosten nicht auf lokaler Ebene hergestellt werden können, wie Maschinen für die lokale Produktion, Baumaterial oder einige Arzneimittel, deren Produktion dezentralisiert möglich ist.
Die dritte Produktionsebene ist komplexen Gütern vorbehalten, die dem nationalen Verbrauch oder dem Export dienen. Diese Produktionsebene soll auf einer gelben Ökonomie aufbauen, das heißt staatliche Planung mit marktwirtschaftlichen Elementen kombinieren. Der Export stellt dabei eine wichtige Einnahmequelle dar. Indem immer verarbeitete Güter und nie Rohmaterialien exportiert werden, sollen positive Externalitäten und ein möglichst hoher Mehrwert im Land gehalten werden.

## Rezeption
Johan Galtungs Überlegungen zu Entwicklung waren für die Rezeption und Weiterentwicklung der lateinamerikanischen Dependenztheorie und damit einhergehenden strukturellen Imperialismustheorien in Europa entscheidend. Galtung analysierte die strukturelle Gewalt, die dem globalen Wirtschaftssystem inhärent ist und machte wie wenige vor ihm deutlich, dass Friedensforschung auch immer Entwicklungsforschung sein muss.
Daneben gehört seine Analyse des „strukturellen Imperialismus“ zu seinen einflussreichsten und meistzitierten Artikeln.
Anders als viele zeitgenössische radikale Kritiker des Weltwirtschaftssystems war Galtungs Imperialismustheorie nicht nur auf eine Kritik der USA und der ehemaligen europäischen Kolonialmächte fokussiert, sondern identifizierte die gleichen ausbeuterischen Zentrum-Peripherie-Formationen innerhalb des sowjetischen Systems.
Durch seine Beratungstätigkeit insbesondere für die 1964 gegründete Konferenz der Vereinten Nationen für Handel und Entwicklung (UNCTAD), aber auch für andere UN-Unterorganisationen wie die UNESCO, die WHO und die ILO vollzog und bestimmte Galtung die entwicklungspolitische Umorientierung der 1970er-Jahre mit. Sein konsequentes Beharren auf der Befriedigung der Grundbedürfnisse als wichtiges Element von Entwicklung, sein Verständnis von menschlicher Entwicklung jenseits ökonomischen Wachstums und sein frühes Insistieren darauf, dass Entwicklung die Internalisierung von Externalitäten fordert – was heute gewöhnlich unter das Stichwort der Nachhaltigkeit fällt – beeinflussten den in der Nord-Süd-Kommission und dem Brundtland-Bericht festgehaltenen Konsens unter zeitgenössischen internationalen Experten.
In aktuellen Debatten zur Entwicklungspolitik spielt Galtung eine wesentlich peripherere Rolle, vor allem als heterodoxe Stimme, die der Globalisierungskritik zugeordnet wird. Seine grundsätzliche Kritik bietet wenig Anknüpfungspunkte mit aktuellen policy-zentrierten Debatten über Reformmöglichkeiten der internationalen Entwicklungshilfe, wie sie von Paul Collier oder Joseph Stiglitz geführt werden. Seine grundsätzliche Kritik sowohl an der Entwicklungshilfe als auch am Freihandel des Welthandelsregimes stellen ihn auch in der Debatte zwischen Befürwortern von Handel (Abbau von Handelsbeschränkungen und Subventionen vor allem der Industrieländer) wie William Easterly oder James Shikwati und Befürwortern von mehr Entwicklungshilfe wie Jeffrey Sachs in eine Weder-noch-Position. Aus Galtungscher Sicht stellt diese Position aber keinesfalls eine Schwierigkeit dar, da Reformismus und Entweder-oder-Diskussionen gerade ein Teil des Problems sind, weil sie Entwicklung rein wirtschaftlich verstehen und den nötigen grundlegenden Wandel nicht in Betracht ziehen.

## Kritik
Peter Lawler wirft Galtung eine mangelnde Auseinandersetzung mit den normativen Grundlagen seiner Theorie im Allgemeinen und seines Begriffs des positiven Friedens im Besonderen vor. Diese Kritik hat für Galtungs Entwicklungstheorie schwerwiegende Folgen, da Galtung als Ziel von Entwicklung gerade die Erreichung eines Zustands positiven Friedens sieht. Die mangelnde Auseinandersetzung mit normativen Grundlagen führe zu zwei Hauptproblemen: erstens der ungeprüften Annahme, dass alles Gute vereinbar sein müsse, zweitens der Gefahr einer Leere im Zentrum der Galtung’schen Friedensforschung. Galtung geht, unter anderem in seinen systemtheoretischen und mehrdimensionalen Definitionen von Entwicklung, davon aus, dass die positiven Ziele kulturelle Entfaltung, individuelle (menschliche) Bedürfnisbefriedigung und globale und über Zeit konstante (menschliche und nichtmenschliche) Bedürfnisbefriedigung vereinbar sind. Allerdings ist diese Kompatibilität, so Lawler, keineswegs offensichtlich. Es gebe eine grundsätzliche Spannung in Galtungs Denken zwischen der Bedeutung von Gemeinschaften und den Rechten von Individuen; allerdings werde kein Versuch unternommen, die Implikationen der jeweiligen Ziele auf ihre (logische) Kompatibilität hin zu prüfen. Galtungs möglicher Antwort, dies sei eine Folge eines undogmatischen, gesunden Eklektizismus, stellt Lawler die Möglichkeit entgegen, die Unschärfe zentraler galtungscher Kategorien spiegele eine grundlegende Inkohärenz wider. Der Glaube, menschliche Bedürfnisse und eine Vision positiven Friedens seien unproblematisch anzunehmen statt Ausdruck einer rechtfertigungswürdigen Vision des guten Lebens, würden Galtungs Werk durchziehen und fänden sich, trotz Galtungs Versuchen, kulturelle Sensibilitäten zu entwickeln, auch in seinen neuesten Schriften.
Aus der Perspektive postmoderner und postkolonialer Debatten drängt sich der Vorwurf auf, Galtungs Betonung der kulturellen Dimensionen von Entwicklung als Entfaltung einer Kosmologie beruhe auf einer essentialistischen Sicht auf Kulturen und reproduziere die Grundannahmen und Analysemuster eines Huntington’schen „Kampf der Kulturen,“ wenn auch unter anderen Vorzeichen.
Obwohl Galtung wiederholt auf die Gefahren einer essentialisierenden Sicht auf Kulturen hinweist, perpetuiert er in seinen kulturellen Analysen die binären Grenzziehungen zwischen Gut und Böse, Innen und Außen, Inklusion und Exklusion, die er als totalitär entlarven wollte.
Diese Essentialisierung und Kulturalisierung von Galtungs Theorie läuft Gefahr, durch einen Fokus auf Kulturen als monolithisch und unwandelbar einen eigentlichen und wichtigen Aspekt Galtungs eigenen Projekts zu verdecken: die Betonung der Vielfalt menschlicher Gesellschaften
und, gegenüber der Weltsystemfixierung kritischer Ansätze in der politischen Ökonomie, ein kritischer Blick auch auf strukturelle Gewalt und Ausbeutungsmuster innerhalb von Ländern und Kulturen.
Darüber hinaus impliziert Galtungs wiederholte Gleichsetzung kulturellen Austauschs und Wandels mit imperialistischer Penetration und seine Annahme, Kulturen hätten einen ihnen eigenen Kern – ihren Code oder Kosmologie –, dass es autoritative Sprecher für Kulturen geben könnte und dass hybride Formen inauthentisch sind.

## Ausgewählte Literatur zu Galtungs Entwicklungstheorie
- Johan Galtung: Frieden mit friedlichen Mitteln: Friede und Konflikt, Entwicklung und Kultur. Opladen: Leske + Budrich 1998. Insbesondere Teil III: Entwicklungstheorie.
- Johan Galtung: Der Preis der Globalisierung. Struktur und Kultur im Weltsystem. Wien: Promedia 1997.
- Johan Galtung, Peter O’Brien und Roy Preiswerk: Self-Reliance: a Strategy for Development. London: Bogle-L'Ouverture Publications 1980.
- Johan Galtung (1976): Trade or Development: Some Reflections on Self-Reliance. Economic and Political Weekly 11(5/7) 1976: S. 207–218.
- Johan Galtung: Strukturelle Gewalt: Beiträge zur Friedens- und Konfliktforschung. Reinbek: Rowohlt 1975.
- Johan Galtung (1972): Eine strukturelle Theorie des Imperialismus. In Dieter Senghaas (Hrsg.): Imperialismus und strukturelle Gewalt: Analysen über abhängige Reproduktion. Frankfurt am Main: Suhrkamp 1972, S. 29–104.